# Magnus Gilbertson, Earl of Caithness
Magnus Gilbertson, Earl of Caithness und Jarl von Orkney (auch Magnus (III)) († 1273) war ein norwegisch-schottischer Adliger.

## Herkunft
Magnus war wahrscheinlich mit dem schottischen Earl of Angus verwandt. Er war ein Sohn von Gilbert, Earl of Caithness und Jarl von Orkney. Sein Vater hatte nach dem Tod von Magnus (II), Earl of Caithness und Jarl von Orkney 1239 die Besitzungen geerbt. Sonst ist über seinen Vater fast nichts bekannt, außer das er wahrscheinlich zur Familie des Earls of Angus gehörte. Nach seinem Tod 1256 erbte Magnus die beiden Earldoms.

## Earl of Caithness und Jarl von Orkney
Als Earl of Caithness war Magnus ein Vasall des schottischen Königs Alexander III., als Earl bzw. Jarl von Orkney war Magnus dem norwegischen Königs Håkon IV. untertan, zu dessen Reich neben Orkney auch die westschottischen Inseln gehörten. Der schottische König versuchte jedoch, die Herrschaft über diese Inseln zu gewinnen, worauf der norwegische König 1263 eine Flotte in Bergen zusammenzog, um einen Feldzug nach Schottland zu führen. Magnus sammelte seine Anhänger und segelte ebenfalls nach Bergen, wo ihm der norwegische König als Zeichen seiner Gunst das Kommando über ein Langboot übergab. Als die norwegische Flotte im Sommer 1263 Orkney erreichte, sandte der König einen Teil seiner Armee nach Caithness. Dort trieben die Truppen zwangsweise Geld und Vorräte ein und versprachen der Region im Gegenzug Frieden. Auch der schottische König bedrängte die Einwohner von Caithness, die ihm 21 Geiseln stellen mussten. Der norwegische König vertraute dagegen voll Magnus, dem er das Kommando über Orkney überließ, während er weiter zu den Hebriden segelte. Magnus sollte später mit seinen Männern dem norwegischen König folgen, doch über seine Aktivitäten in den nächsten Jahren ist nichts bekannt. Der norwegische König kehrte nach der unentschiedenen Schlacht von Largs auf die Orkneys zurück, wo er im Dezember 1263 starb. Sein Nachfolger, König Magnus VI. sandte Ogmund Krakadanz nach Orkney, um die Inseln gegen die Schotten zu verteidigen, dies gilt als klarer Beleg, dass Earl Magnus nicht auf den Orkneys war. Im Frieden von Perth verkaufte der norwegische König 1266 die Hebriden an Schottland, während die Orkneys weiter zu Norwegen gehörten. 1267 reiste Earl Magnus nach Norwegen, wo er einen Vertrag mit dem norwegischen König schloss. Es gibt aber keinen Nachweis, dass er während des Kriegs die Seiten gewechselt hatte. Auch der schottische König misstraute ihm, denn offenbar ließ er den Earl durch eine vom Earl of Buchan und Alan Durward geführte Kommission überwachen. Die Loyalität von Earl Magnus gegenüber dem schottischen König wurde durch die Stellung von Geiseln gesichert, möglicherweise befand sich Magnus zeitweise selbst in Haft. Wahrscheinlich musste er dem schottischen König als Strafe für seinen Kampf auf norwegischer Seite eine hohe Strafe zahlen, denn 1263 und 1266 sind von ihm Zahlungen von je 50 Mark belegt.

## Nachkommen und Erbe
Magnus hatte mindestens zwei Söhne:
- Magnus Magnusson, Earl of Caithness († 1283)
- John Magnusson, Earl of Caithness († vor 1312)

Sein Erbe wurde zunächst sein Sohn Magnus Magnusson, nach dessen Tod folgte ihm der jüngere Sohn John als Earl of Caithness und Jarl von Orkney nach.